# Amauropelma wallaman
Amauropelma wallaman là một loài nhện trong họ Ctenidae.
Loài này thuộc chi Amauropelma. Amauropelma wallaman được miêu tả năm 2001 bởi Raven & Stumkat.